# Pseudogetulia luminosa
Pseudogetulia luminosa är en fjärilsart som beskrevs av Boris Ivan Balinsky 1994. Pseudogetulia luminosa ingår i släktet Pseudogetulia och familjen mott. Inga underarter finns listade i Catalogue of Life.